# Frühmittelalterliches Reihengräberfeld Dittenheim
Das Frühmittelalterliche Reihengräberfeld auf der Gemarkung Dittenheim, einer Gemeinde im  mittelfränkischen Landkreis Weißenburg-Gunzenhausen in Bayern, ist als Bodendenkmal (Akten Nr. D-5-6930-0059)  unter Denkmalschutz gestellt.
Das am östlichen Ortsrand gelegene Gräberfeld aus dem 6./7. Jahrhundert wurde erstmals 1937 untersucht und in den Jahren 1968 bis 1971 nahezu vollständig ausgegraben. Es enthielt 248 Bestattungen, darunter einige Brandgräber und mehrere Pferdegräber. 
Die Verstorbenen wurden mit ihrem Trachtzubehör in der Regel in der Nordhälfte der in die Grabschächte eingebauten hölzernen Grabkammern niedergelegt. In der Südhälfte lagen die Speisebeigaben und bei den Männern die mitgegebenen Waffen. Bei einer Frau im Gräberfeld wurde eine filigran verzierte Goldscheibenfibel gefunden.
Das Gräberfeld dürfte im Zusammenhang mit der Völkerwanderungszeitlichen Höhensiedlung auf der benachbarten Gelben Burg stehen.